# Gula Stigen
Gula Stigen är en vandringsled i Uppsala län som går från Stadsparken i norr till Skarholmen vid Ekoln i söder. Vandringsleden har funnits sedan 1930-talet och används till vandringsled, skidled och, ute på landet, ridstig. Numera är de områden i Uppsala som Gula Stigen passerar igenom tättbebyggda förutom trakten nära vandringsleden. Gula Stigen är ett viktigt friluftsområde i södra Uppsala och inkluderar vandringsleder (inklusive några tillgänglighetsanpassade leder som kan användas som ridstig), terrängcykelled, och längdskidspår på Gottsundagipen. Upplandsledens etapp 1:0 följer hela Gula stigen och fortsätter sedan längs Ekoln till Sunnerstaåsen.

## Gula Stigens Naturreservat
I september 2022 beslutade Uppsala kommuns utgående kommunfullmäktige att skapa Gula Stigens Naturreservat som omfattar några redan skyddade områden såsom Kronparken eller Natura 2000 områden i Bäcklösa, men dessutom inkluderar Vårdsätraskogen samt delar av Gottsundagipen och skogsområdet mellan det och Lilla Sunnersta. Naturreservatet är uppdelat i fem delar: 
- Kronåsen och Geijersdalen
- Rosenlund – Hammarby
- Bäcklösa – Ultuna hagar
- Skogsområde mellan Gottsunda och Sunnersta
- Vårdsätra skog

Områdena ägs av Uppsala kommun, Sveriges Lantbruksuniversitet, och Statens fastighetsverk.
Naturreservatet består mestadels av äldre barr- och blandskog som tycks vara äldre än 100 år (85 ha). Andra stora delar av naturreservatet består av medelåldrig barr- och blandskog (40–100 år, 55 ha), öppen betesmark eller trädbärande hage (17 ha).